# Oxyanthus laxiflorus
Oxyanthus laxiflorus är en måreväxtart som beskrevs av Karl Moritz Schumann, John Hutchinson och John McEwan Dalziel. Oxyanthus laxiflorus ingår i släktet Oxyanthus och familjen måreväxter. Inga underarter finns listade i Catalogue of Life.